# Corsicaans voetbalelftal (mannen)
Het Corsicaans voetbalelftal is een team van voetballers dat Corsica vertegenwoordigt bij internationale wedstrijden. Het voetbalelftal wordt niet erkend door de FIFA en de UEFA, omdat het eiland Corsica, ondanks hun afkeer jegens Frankrijk, geen onafhankelijke staat is.

## Geschiedenis
Op 27 april 2009 werd bekendgemaakt dat de Corsicaanse voetbalbond haar activiteiten weer gaat oppakken. Op 6 juni 2009 speelde Corsica een oefeninterland tegen Congo-Kinshasa.
Diverse professionele voetballers van Corsicaanse afkomst toonden interesse om uit te komen voor dit elftal, waaronder de topspelers Ludovic Giuly, Mathieu Flamini en Sébastien Squillaci. De voetbaltrainer Frédéric Antonetti wordt aangesteld als bondscoach.

## Internationale wedstrijden
| Plaats / Datum              | Voetbalinterland         | Uitslag |
| --------------------------- | ------------------------ | ------- |
| 28 februari 1967, Marseille | Frankrijk - Corsica      | 0-2     |
| 14 mei 1998, Bastia         | Corsica - Kameroen       | 0-1     |
| 6 juni 2009, Ajaccio        | Corsica - Congo-Kinshasa | 1-1     |
| 27 mei 2016, Ajaccio        | Corsica - Baskenland     | 1-1     |